# Run for Your Lives World Tour
Tournées par Iron Maiden
The Future Past World Tour
(2023-2024)
Run for Your Lives World Tour est une tournée mondiale du groupe de heavy metal anglais Iron Maiden, à l'occasion des 50 ans de carrière du groupe. Elle débute le 27 mai 2025 à Budapest, en Hongrie, et se terminera en 2026,,. Trois dates françaises sont annoncées, aux Eurockéennes de Belfort le 3 juillet ainsi que deux dates à Paris La Défense Arena le 19 et 20 juillet. C'est la première tournée sans le batteur de longue date Nicko McBrain, après son départ des tournées annoncé le 7 décembre 2024 et son remplacement par Simon Dawson, membre du projet solo de Steve Harris, British Lion, comme batteur de tournée. Cette tournée succède à The Future Past World Tour en 2023-2024.
La tournée sera accompagnée d'un livre intitulé « Iron Maiden: Infinite Dreams – The Official Visual History »  , résumant les 50 ans de carrière du groupe, et d'un film documentaire consacré à l'histoire d'Iron Maiden, produit par Universal Pictures.

## Contexte
Le 19 septembre 2024, le groupe a annoncé la tournée mondiale pour 2025-2026, Run for Your Lives, qui célébrera le cinquantième anniversaire du groupe depuis que Steve Harris à fondé le groupe le jour de noël 1975. La tournée est annoncée par l'intermédiaire d'une bande-annonce, contenant la chanson Phantom of the Opera. Il a également été confirmé que la setlist de la tournée serait composée uniquement de chansons des neufs premiers albums dont Bruce Dickinson avait promis qu'elle serait « une setlist inoubliable », au cours de laquelle ils interpréteront des classiques du groupe ainsi que des chansons rarement jouées. Cette tournée est la première depuis la tournée The Beast On The Road de 1982 sans le batteur Nicko McBrain, et la première à accueillir son remplaçant Simon Dawson, du groupe British Lion. Le groupe sera accompagné d'Halestorm, de The Raven Age ainsi que d'Avatar en tant que premières parties pour cette tournée.
Bruce Dickinson déclare : « L'année prochaine sera très spéciale pour Iron Maiden et nous allons offrir à nos fans une expérience live unique. Cette tournée vous fera sourire et vous fera vibrer. Si vous nous avez déjà vus, préparez-vous à vivre une expérience encore plus intense. Si vous ne nous avez jamais vus, qu'attendiez-vous ? C'est l'occasion de découvrir ce que vous avez manqué ! Iron Maiden est définitivement au top ». Il promet « une setlist pour les âges »" et de nombreuses surprises pour cette tournée.
Le manager du groupe, Rod Smallwood a déclaré : « Nous travaillons déjà dur depuis des mois pour mettre sur pied un nouveau spectacle encore plus impressionant et élaboré qui donnera vie aux chansons plus que nous n'avons jamais pu le faire auparavant ». Il déclare également : « Nous reprendrons les classiques et les morceaux préférés des fans des neuf premiers albums, d'Iron Maiden à Fear of the Dark, dont beaucoup n'ont pas été joués depuis des années et d'autres que nous ne rejouerons probablement jamais ».
Le samedi 28 juin 2025, le groupe se produit au stade de Londres, où West Ham dispute ses rencontres de football, l'équipe que supporte le fondateur du groupe, Steve Harris, et avec laquelle Iron Maiden a une longue et riche histoire. Ce concert, devant plus de 60 000 fans, est également la plus grande salle de concert au Royaume-Uni où le groupe a jamais joué en dehors de ses apparitions dans des festivals.
L'affiche de la tournée présente une nouvelle version d'Eddie, mélangeant des éléments des neufs premiers albums sur un fond de ville détruite (faisant référence à la pochette de l'album Killers). Le titre de la tournée,"Run for Your Lives" fait référence à une partie des paroles du refrain du classique Run to the Hills, de l'album The Number of the Beast en 1982.
Trois dates en France ont été annoncées, le 3 juillet 2025 aux Eurockéennes de Belfort, ainsi que deux dates à Paris La Défense Arena le 19 et 20 juillet 2025. La deuxième date à Paris est ajoutée à la suite d'une forte demande.
Le groupe fait la tête d'affiche de trois festivals lors de cette tournée : le 5 juin 2025 lors du Trondheim Rocks en Norvège, le Graspop Metal Meeting le 19 juin en Belgique, avec notamment Judas Priest, Slipknot, Korn... ainsi qu'aux Eurockéennes de Belfort le 3 juillet en France...
Les trente-deux premiers concerts de l'étape européenne de 2025 sont complets et plus d'un million de tickets sont vendus.

## Premières parties

### 2025
- Halestorm (27 mai-1 juin, 7-16 juin, 25 et 28 juin)
- The Raven Age (21-30 juin)
- Avatar (5 juillet-2 août)

## Setlist
La setlist de la tournée est uniquement composée de chansons des neufs premiers albums studios. Il y a 17 chansons, dont des grands classiques du groupe, mais aussi quelques titres comme Murders in the Rue Morgue, Killers ou Rime of the Ancient Mariner qui n'ont pas été joués depuis très longtemps. Tous les albums y sont représentés, à l'exception de No Prayer for the Dying, sortis en 1990 dont aucune chanson de l'album n'a été jouée. Les albums les plus mis en avant dans cette setlist sont Powerslave, avec 4 chansons, Killers, avec 3 chansons (4 si l'on compte l'introduction "The Ides of March") et The Number of the Beast, avec également 3 chansons.
- "Doctor Doctor" (chanson d'UFO)

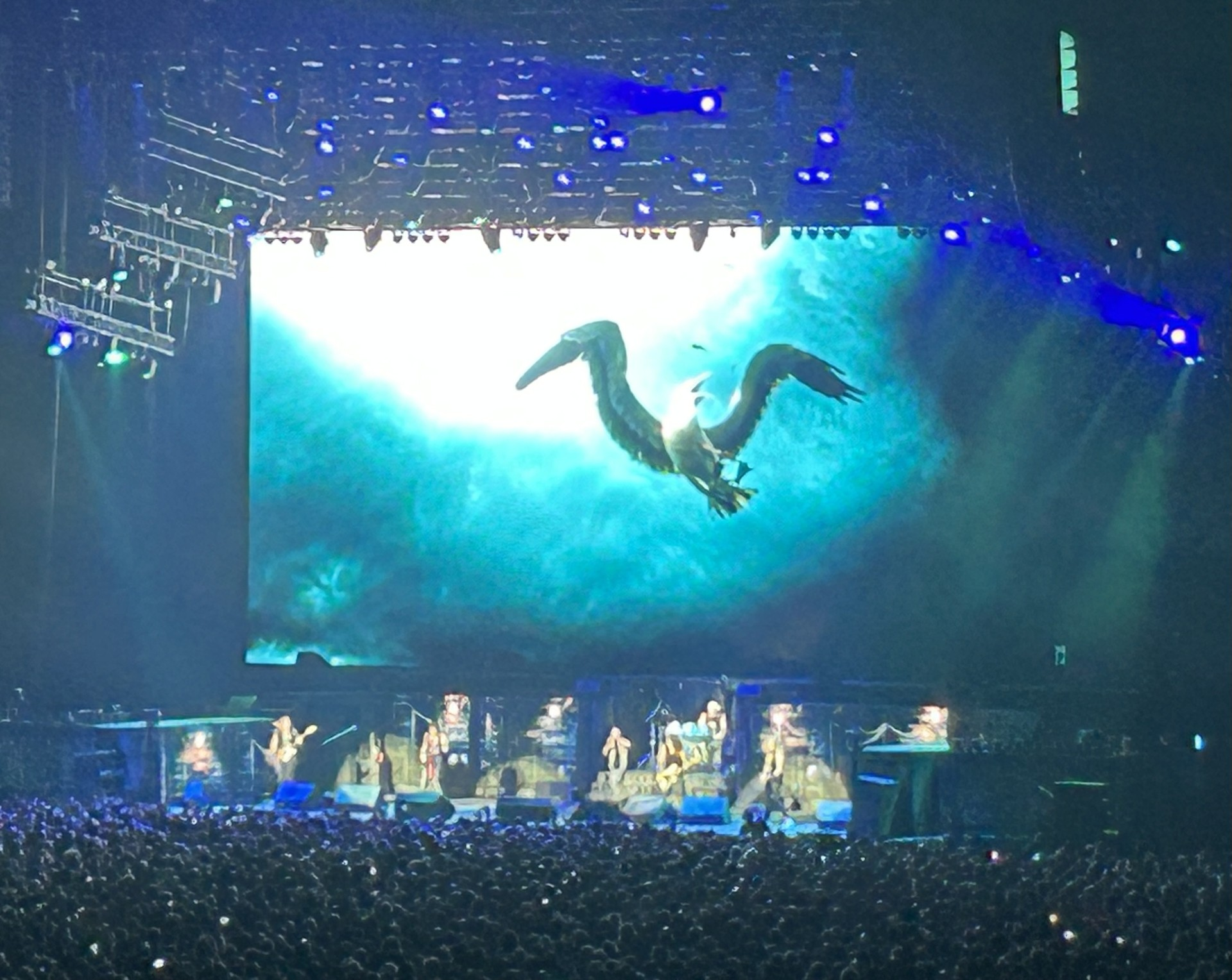
Scène lors du morceau "Rime of the Ancient Mariner" le 20 juillet 2025.

- "The Ides of March" (introduction du concert ; de Killers)

1. "Murders in the Rue Morgue" (de Killers)
2. "Wrathchild" (de Killers)
3. "Killers" (de Killers)
4. "Phantom of the Opera" (de Iron Maiden)
5. "The Number of the Beast" (de The Number of the Beast)
6. "The Clairvoyant" (de Seventh Son of a Seventh Son)
7. "Powerslave" (de Powerslave)
8. "2 Minutes to Midnight" (de Powerslave)
9. "Rime of the Ancient Mariner" (de Powerslave)
10. "Run to the Hills" (de The Number of the Beast)
11. "Seventh Son of a Seventh Son" (de Seventh Son of a Seventh Son)
12. "The Trooper" (de Piece of Mind)
13. "Hallowed Be Thy Name" (de The Number of the Beast)
14. "Iron Maiden" (de Iron Maiden)
15. Rappel : "Churchill's Speech" / "Aces High" (de Powerslave)
16. "Fear of the Dark" (de Fear of the Dark)
17. "Wasted Years" (de Somewhere in Time)

- Always Look on the Bright Side of Life (chanson des Monty Python)

Pour cette tournée, le groupe abandonne les toiles de fond pour utiliser de grands écrans LED sur lesquels sont projetés des visuels, comme on peut le voir sur des chansons comme "Powerslave", "Rime of the Ancient Mariner", "Seventh Son of a Seventh Son", "Iron Maiden", "Aces High"... Durant les chansons "Killers" et "The Trooper", la mascotte d'Eddie apparait sur scène, dont la couverture est inspirée des personnages de ces dernières chansons.

## Dates de la tournée
Jusqu'à ce jour, seules les dates européenes en 2025 ont été annoncées.
| Date            | Ville         | Pays       | Lieu                              |
| --------------- | ------------- | ---------- | --------------------------------- |
| 27 mai 2025     | Budapest      | Hongrie    | László Papp Budapest Sports Arena |
| 28 mai 2025     | Budapest      | Hongrie    | László Papp Budapest Sports Arena |
| 31 mai 2025     | Prague        | Tchéquie   | Letňany                           |
| 1 juin 2025     | Bratislava    | Slovaquie  | Tipos Aréna                       |
| 5 juin 2025     | Trondheim     | Norvège    | Dahls Arena                       |
| 7 juin 2025     | Stavanger     | Norvège    | SR-Bank Arena                     |
| 9 juin 2025     | Copenhague    | Danemark   | Royal Arena                       |
| 12 juin 2025    | Stockholm     | Suède      | 3Arena                            |
| 13 juin 2025    | Stockholm     | Suède      | 3Arena                            |
| 16 juin 2025    | Helsinki      | Finlande   | Stade olympique d'Helsinki        |
| 19 juin 2025    | Dessel        | Belgique   | Festivalpark Stenehei             |
| 21 juin 2025    | Birmingham    | Angleterre | Utilita Arena                     |
| 22 juin 2025    | Manchester    | Angleterre | Co-op Live                        |
| 25 juin 2025    | Dublin        | Irlande    | Malahide Castle                   |
| 28 juin 2025    | Londres       | Angleterre | Stade de Londres                  |
| 30 juin 2025    | Glasgow       | Ecosse     | OVO Hydro                         |
| 3 juillet 2025  | Belfort       | France     | Presqu'ile du Malsaucy            |
| 5 juillet 2025  | Madrid        | Espagne    | Estadio Metropolitano             |
| 6 juillet 2025  | Lisbonne      | Portugal   | MEO Arena                         |
| 9 juillet 2025  | Zurich        | Suisse     | Hallenstadion                     |
| 11 juillet 2025 | Gelsenkirchen | Allemagne  | Veltins-Arena                     |
| 13 juillet 2025 | Padoue        | Italie     | Stadio Euganeo                    |
| 15 juillet 2025 | Brême         | Allemagne  | Bürgerweide                       |
| 17 juillet 2025 | Vienne        | Autriche   | Stade Ernst-Happel                |
| 19 juillet 2025 | Paris         | France     | Paris La Défense Arena            |
| 20 juillet 2025 | Paris         | France     | Paris La Défense Arena            |
| 23 juillet 2025 | Arnhem        | Pays-Bas   | GelreDome                         |
| 25 juillet 2025 | Francfort     | Allemagne  | Deutsche Bank Park                |
| 26 juillet 2025 | Stuttgart     | Allemagne  | Cannstatter Wasen                 |
| 29 juillet 2025 | Berlin        | Allemagne  | Waldbühne                         |
| 30 juillet 2025 | Berlin        | Allemagne  | Waldbühne                         |
| 2 août 2025     | Varsovie      | Pologne    | Stade national de Varsovie        |

## Membres du groupe sur scène
- Steve Harris - basse, choeurs
- Bruce Dickinson - chant
- Dave Murray - guitares
- Janick Gers - guitares
- Adrian Smith - guitares, choeurs
- Simon Dawson - batterie (en remplacement de Nicko McBrain, qui a pris sa retraite des tournées en 2024)